# Зур-Буляк
Зур-Буляк (баш. Ҙур Бүләк) — деревня в Благоварском районе Республики Башкортостан Российской Федерации. Входит в состав Тановского сельсовета.

## География

### Географическое положение
Расстояние до:
- районного центра (Языково): 17 км,
- центра сельсовета (Тан): 2 км,
- ближайшей ж/д станции (Благовар): 32 км.

## Население
| 2002 | 2009 | 2010 |
| ---- | ---- | ---- |
| 89   | ↘85  | ↘82  |

Согласно переписи 2002 года, преобладающая национальность — башкиры (90 %).